# CCleaner
CCleaner(이전 이름: Crap Cleaner)는 잠재적으로 불필요한 파일과 잘못된 윈도우 레지스트리 항목을 제거하는 피리폼사의 유틸리티이다.
제조국은 영국에 위치한 런던 회사이다.

## 기능
CCleaner는 파이어폭스, 오페라, 인터넷 익스플로러, 사파리, 구글 크롬, 윈도우 미디어 플레이어, 이뮬, 구글 툴바, 넷스케이프, 마이크로소프트 오피스, 네로, 어도비 어크로뱃, WinRAR, WinAce, WinZip, KMP 등의 특정한 프로그램이 남긴 잠재적으로 불필요한 임시 파일들을 지우는 것을 도와준다. 이뿐 아니라 브라우저 역사, 쿠키, 휴지통, 메모리 덤프, 파일 조각, 로그 파일, 시스템 캐시, 응용 프로그램 데이터, 자동 완성 폼 역사 등의 다양한 데이터도 삭제한다. 이 프로그램은 레지스트리 청소 도구도 포함하고 있어서 공유 DLL로의 잘못된 참조, 쓰이지 않는 파일 확장자 등록 항목, 잘못된 응용 프로그램 경로 참조와 같은 윈도우 레지스트리의 문제를 올바르게 수정해준다. v2.27부터 CCleaner는 MFT의 빈 공간 및 전체 드라이브의 데이터 와이핑을 지원하고 있다.
CCleaner는 프로그램을 제거하는 데에도 이용할 수 있다. 게다가 CCleaner는 마이크로소프트 윈도우의 MSConfig 유틸리티와 비슷한 시작 프로그램의 변경 기능도 제공한다. 사용자들은 시작 프로그램을 비활성화할 수도 있다. 2.19.901 버전부터, CCleaner는 사용자가 시스템 복원 지점을 삭제할 수 있게 하고 있다.

## 같이 보기
- 디스크 정리
- 노턴 유틸리티
- Wise Care 365